# Mastigoproctus xetame
Mastigoproctus xetame — вид павукоподібних ряду теліфонів (Thelyphonida). Описаний у 2023 році.

## Етимологія
Видова назва мовою уїчоль перекладається як «червонуватий».

## Поширення
Ендемік Мексики. Мешкає у гірських районах у штаті Халіско.